# Eric Nylund
Eric S. Nylund, född 1964, är en amerikansk författare anställd på Microsoft Studios. Han har bland annat skrivit tre av Halo-böckerna: Halo: The Fall of Reach, Halo: First Strike och Halo: Ghosts of Onyx.